# اچ‌ام‌اس مگایرا (۱۸۴۹)
اچ‌ام‌اس مگایرا (۱۸۴۹) (به انگلیسی: HMS Megaera (1849)) یک کشتی بود که طول آن ۲۰۷ فوت (۶۳ متر) بود. این کشتی در سال ۱۸۴۹ ساخته شد.